# Cyornis omissus
Cyornis omissus — вид горобцеподібних птахів родини мухоловкових (Muscicapidae). Ендемік Індонезії.

## Підвиди
Виділяють три підвиди:
- C. o. omissus (Hartert, E, 1896) — Сулавесі;
- C. o. omississimus Rheindt, Prawiradilaga, Ashari, Suparno & Gwee, 2020 — острови Тогіан[en];
- C. o. peromissus Hartert, E, 1920 — острови Селаяр[en].

## Поширення і екологія
Cyornis omissus живуть в мангрових, рівнинних і гірських тропічних лісах.